# جئوجبرا
جئوجبرا (به انگلیسی: GeoGebra) مجموعه ای از نرم‌افزارهای آموزشی ریاضی برای رسم و محاسبه و پیدا کردن نقطه و خط، روی دستگاه مختصات،و به طور کلی آموزش ریاضی است. این نرم‌افزار با زبان جاوا، نوشته شده و رایگان است. نسخه‌های مختلف این نرم‌افزار برای سیستم عاملهای مختلف و با زبان‌های مختلف وجود دارد.
این نرم‌افزار برای آموزش مباحث هندسه، جبر و حساب دیفرانسیل و انتگرال به صورت پویا در مدارس به کار می‌رود.
رسم و محاسبه را می‌توان با نقاط ساخته شده، بردارها، قطعات، خطوط، چند ضلعی، مقاطع مخروطی و توابع انجام داد و آنها را به صورت پویا تغییر داد.
عناصر را می‌توان رسم و به‌طور مستقیم وارد کرد یا بر اساس فرمول روی صفحه نمایش تغییر داد، یا از طریق نوار ورودی و خط فرمان جئوجبرا عناصر را ویرایش نمود. معلمان می‌توانند برای آموزش اثبات قضایای هندسی هم از این نرم‌افزار استفاده کنند.
موارد رسم شده در نرم‌افزار را می‌توان با قالب نگاشتار شبکه‌ای، نگاشتار برداری، … ذخیره کرد.

## فناوری
جئوجبرا با زبان جاوا نوشته شده و برای اجرا پس از نصب به وجود ماشین مجازی جاوا روی رایانه میزبان، نیازمند است. نسخه‌های مختلف این نرم‌افزار برای سیستم عامل‌های مختلف وجود دارد. نسخه همراه بدون نیاز به نصب این نرم‌افزار نیز برای بارگیری به صورت رایگان در دسترس است.

## جوایز
- آرشیمیدس ۲۰۱۶: جایزه MNU در رده ریاضیات (هامبورگ، آلمان)
- جایزه شریک مایکروسافت سال ۲۰۱۵: فینالیست، بخش عمومی: آموزش (ردموند، واشینگتن، ایالات متحده آمریکا)
- جایزه MERLOT برای منابع یادگیری آنلاین نمونه - MERLOT Classics ۲(لاس وگاس، نوادا، ایالات متحده آمریکا)
- NTLC ۲۰۱۰: جایزه ملی رهبری فناوری ۲۰۱۰ (واشینگتن دی سی، ایالات متحده آمریکا)
- جایزه ۲۰۰۹: انجمن Laureat در رده آموزش و پرورش (سان خوزه، کالیفرنیا، ایالات متحده آمریکا)
- جایزه بت ۲۰۰۹: فینالیست در لندن بریتانیا جایزه تکنولوژی آموزشی
- SourceForge.net جامعه جوایز منتخب ۲۰۰۸: فینالیست، بهترین پروژه برای آموزش دهندگان
- توسعه AECT جایزه ممتاز ۲۰۰۸: انجمن ارتباطات آموزشی و فناوری (اورلاندو، ایالات متحده آمریکا)
- جایزهLearnie ۲۰۰۶: اتریش جایزه نرم‌افزارهای آموزشی برای "ام آی تی Wurfbewegungen ژئوجبراً (وین، اتریش)
- جایزهeTwinning ۲۰۰۶: جایزه ۱ برای «چالش محافل گندم» با ژئوجبرا (لینز، اتریش)
- Trophées ۲۰۰۵: جایزه بین‌المللی نرم‌افزار رایگان، مجموعه آموزش و پرورش (Soisson، فرانسه)
- Comenius ۲۰۰۴: آلمان- جایزه رسانه آموزشی (برلین، آلمان)
- جایزه Learnie ۲۰۰۵: اتریش جایزه نرم‌افزارهای آموزشی برای "ام آی تی Spezielle Relativitätstheorie ژئوجبراً (وین، اتریش)
- digita ۲۰۰۴: آلمان جایزه نرم‌افزار آموزشی (کلن، آلمان)
- جایزهLearnie۲۰۰۳: اتریش جایزه نرم‌افزار آموزشی (وین، اتریش)
- EASA ۲۰۰۲: اروپا جایزه نرم‌افزار علمی (Ronneby، سوئد)